# 金徽酒
金徽酒（上交所：603919）是甘肅徽县出产的一种浓香型白酒，源于1951年当局合并当地“万盛魁” 、“宽裕成” 、“康庆坊”等白酒坊成立“地方国营徽县酒厂”，并于1960年代注册“金徽”商标。1977年开发出“陇南春”浓香型白酒，2004年甘肃亚特投资集团有限公司投资入股重组，两年后入主管理层，推出新产品金徽酒。除现有金徽酒外，原陇南春也计划于2020年恢复。